# Concerto Italiano
Ne doit pas être confondu avec Concerto italien.
Le Concerto Italiano est un ensemble vocal et instrumental italien fondé en 1984 et spécialisé dans l'exécution de madrigaux de la fin de la Renaissance et de musique baroque sur instruments anciens.

## Historique
Le Concerto Italiano a été fondé en 1984 par le claveciniste italien Rinaldo Alessandrini.
Le groupe a commencé ses activités avec un répertoire comprenant les madrigaux de Luca Marenzio à Claudio Monteverdi, pour ensuite y ajouter la musique instrumentale baroque jusqu'à l'époque de Bach et Vivaldi.
Il fit ses débuts à Rome avec La Calisto de Francesco Cavalli en 1984.
Le groupe s'est ensuite élargi en ajoutant divers instrumentistes aux chanteurs du groupe original.
En vingt ans d'activité, le Concerto italien a donné beaucoup de concerts, tant en Italie qu'à l'étranger (Europe, Asie et Amérique).
En collaboration avec la Bibliothèque nationale de l'Université de Turin, le Concerto Italiano a enregistré la plupart des opéras et concertos de Vivaldi connus à ce jour, dont certains n'avaient pas été joués depuis plus de 300 ans.

## Distinctions
Au fil des ans, le Concerto Italiano a reçu de nombreuses distinctions :
- trois Grammy Awards ;
- Preis der deutschen Schallplattenkritik ;
- Prix de la Nouvelle Académie du disque ;
- Premio internationale del disco Antonio Vivaldi (Cini Foundation) ;
- Prix de l'Académie Charles Cros.

## Discographie sélective
Le Concerto Italiano est sous contrat exclusif avec le label OPUS 111, qui dépend maintenant du label français Naïve.
- Claudio Monteverdi, Quinto libro dei madrigali
- Claudio Monteverdi, Sesto libro dei madrigali
- Claudio Monteverdi, Ottavo libro dei madrigali - Vol. 1
- Claudio Monteverdi, Ottavo libro dei madrigali - Vol. 2
- Orlando di Lasso, Villanelle, moresche ed altre canzoni
- Claudio Monteverdi, Vespro e Mottetti
- Claudio Monteverdi, Quarto libro dei madrigali
- Claudio Monteverdi, Secondo libro dei madrigali
- Luca Marenzio, Madrigali a quattro voci - Libro primo
- Girolamo Frescobaldi, Arie musicali
- Orlando di Lasso, Villanelle, moresche ed altre canzoni
- Il cicalamento delle donne al bucato
- Girolamo Frescobaldi, Primo libro dei madrigali
- Antonio Vivaldi, Concerti per archi
- Jean-Sébastien Bach, Concerti per cembalo
- Antonio Vivaldi,  Vespri Solenni per la Festa dell'Assunzione di Maria Vergine